# داني ديفيتو
داني ديفيتو (بالإنجليزية: Danny DeVito) ممثل ومخرج ومنتج أمريكي من مواليد 17 نوفمبر 1944، حاصل على جائزة الإيمي 1981 كأفضل ممثل مساند في مسلسل كوميدي عن دوره في مسلسل تاكسي كما حصل عن هذا الدور على جائزة الغولدن غلوب, حصل على نجمة في ممر الشهرة في هوليوود في أغسطس 2011.

## من أبـرز أفلامه
- التؤام
- L.A Confidential
- رجل على القمر
- سمكة كبيرة
- وطار فوق عش المجانين
- Jack the bear
- المريخ يهجم!
- عودة باتمان
- صانع المطر من إخراج فرانسيس فورد كوبولا.
- The Big Kahuna
- شروط إظهار العاطفة

## الأفلام التي أخرجها
- Throw Momma from the Train
- The War of the Roses
- Hoffa
- Matilda
- Death to Smoochy
- Duplex

## وصلات خارجية
- داني ديفيتو على موقع IMDb (الإنجليزية)
- داني ديفيتو على موقع ميتاكريتيك (الإنجليزية)
- داني ديفيتو على موقع الموسوعة البريطانية (الإنجليزية)
- داني ديفيتو على موقع روتن توميتوز (الإنجليزية)
- داني ديفيتو على موقع مونزينجر (الألمانية)
- داني ديفيتو على موقع قاعدة بيانات الأفلام العربية
- داني ديفيتو على موقع ألو سيني (الفرنسية)
- داني ديفيتو على موقع ميوزك برينز (الإنجليزية)
- داني ديفيتو على موقع تيرنر كلاسيك موفيز (الإنجليزية)
- داني ديفيتو على موقع أول موفي (الإنجليزية)